# Сосалито (Калифорнија)
Сосалито (енгл. Sausalito) град је у америчкој савезној држави Калифорнија. По попису становништва из 2010. у њему је живело 7.061 становника.

## Демографија
Према попису становништва из 2010. у граду је живело 7.061 становника, што је 269 (3,7%) становника мање него 2000. године.
| Група             | 2000.         | 2010.         |
| Белци             | 6.556 (89,4%) | 6.174 (87,4%) |
| Афроамериканци    | 48 (0,7%)     | 65 (0,9%)     |
| Азијати           | 306 (4,2%)    | 342 (4,8%)    |
| Хиспаноамериканци | 244 (3,3%)    | 287 (4,1%)    |
| Укупно            | 7.330         | 7.061         |